# Rocky 2
Rocky 2 (títol original: Rocky II) és una pel·lícula estatunidenca dirigida el 1979 per Sylvester Stallone i doblada al català.

## Argument
Després d'haver fet tremolar el campió Apollo Creed, Rocky Balboa obté el dret d'enfrontar-s'hi de nou. Apollo Creed en efecte no suporta haver estat empentat així, encara que hagi guanyat el seu últim combat en els punts. Rocky es casa amb Adrian, compra una casa i té un fill, Rocky Jr. Decideix deixar la boxa i trobar un treball però Apollo Creed utilitza les seves relacions en la premsa per obligar Rocky a combatre de nou contra ell. Després del consentiment d'Adrian, Rocky s'entrena. Al combat, Apollo Creed porta el combat però a l'últim round, els 2 boxejadors cauen knock-out, però Rocky és el primer a aixecar-se i esdevé campió del món.

## Repartiment
- Sylvester Stallone: Rocky Balboa
- Talia Shire: Adrian
- Burt Young: Paulie
- Carl Weathers: Apollo Creed
- Burgess Meredith: Mickey
- Joe Spinell: Gazzo
- Frank McRae: Meat Foreman
- Tony Burton: Tony "Duke" Evers